# Cryptocephalus sagittifer
Cryptocephalus sagittifer es una especie de insecto coleóptero de la familia Chrysomelidae.
Fue descrita científicamente en 1997 por Lopatin.